# Gyasi Zardes
Gyasi Zardes (Hawthorne, 2 september 1991) is een Amerikaans voetballer die doorgaans centraal in de aanval speelt.

## Clubcarrière
Zardes tekende op 10 december 2012 een contract bij Los Angeles Galaxy. Hij maakte op 27 april 2013 zijn debuut voor Los Angeles in de wedstrijd tegen Real Salt Lake. Hij maakte op 11 mei 2013 zijn eerste doelpunt voor Los Angeles in een met 3-1 verloren wedstrijd tegen Vancouver Whitecaps. In zijn tweede seizoen bij de club maakte hij in tweeëndertig wedstrijden zestien doelpunten en gaf hij twee assists. Daarmee ging hij Diego Fagúndez voorbij als recordhouder als 'homegrown player' met de meeste doelpunten in één seizoen.

## Interlandcarrière
Op 28 januari 2015 debuteerde hij tegen Chili voor het voetbalelftal van de Verenigde Staten. Op 5 juni 2015 maakte hij tegen het Nederlands elftal zijn eerste doelpunt voor het nationale team. Zijn tweede doelpunt maakte hij op 18 juli 2015, tegen Cuba.

## Trivia
- De kenmerkende witte streep in zijn haar zou het makkelijker maken voor zijn oma om hem te herkennen tijdens wedstrijden, zo vertelde hij in een interview bij The Ellenshow.

## Erelijst
LA Galaxy
- MLS Cup: 2014

 Columbus Crew
- MLS Cup: 2020

 Verenigde Staten
- CONCACAF Gold Cup: 2017, 2021

Individueel
- MLS All-Star: 2015
- MLS Comeback Player of the Year Award: 2018